# ПЗМ-3
ПЗМ-3 (абр. від полкова землерийна машина) — українська машина для інженерних робіт, риття траншей та котлованів. Побудована на вкороченому шасі КрАЗ-5233НЕ, має броньовану кабіну.
Здатна працювати у широкому спектрі погодних умов, риючи також і мерзлий ґрунт.
Була виготовлена Крюківським вагонобудівним заводом у кооперації з Кременчуцьким автомобільним заводом.

## Історія
Створення машини почалося на Крюківському вагонобудівному заводі у серпні 2015 року на замовлення Міністерства оборони України. У червні 2016 року дослідний зразок проходив випробування у 48-й інженерній бригаді (в/ч А-2738) в Кам'янці-Подільському.
У травні 2017 року начальник Озброєння ЗСУ Микола Шевцов на доповіді у Львові зазначив, що існує пріоритет щодо оснащення частин інженерних військ новими зразками техніки, зокрема машинами ПЗМ-3.
У серпні 2017 року машина демонструвалася на виставці «Міць нескорених» до дня Незалежності України.

## Опис
Машина має броньовану кабіну екіпажу і встановлена на шасі КрАЗ-5233НЕ з колісною формулою 4х4. Кабіна і моторний відсік мають балістичний захист рівня 2 (Level 2) STANAG 4569, броньованим є також паливний бак. Згідно технічного завдання, колісна база вкорочена з 5000 мм до 4000 мм для підвищення маневреності. Шини мають кулезахисні вставки Runflat system. Встановлено радіатор охолодження двигуна з посиленою тепловіддачею для забезпечення нормального режиму роботи при підвищених навантаженнях під час земляних робіт.
ПЗМ-3 обладнана ланцюговим безковшовим агрегатом для риття із роторним реверсивним евакуатором ґрунту. Машина також має бульдозерний відвал висотою 835 мм, шириною 2525/3100 мм і кутом різання ножів 55°, відвал здатен опускатися не менше ніж на 0,40 м.

### Тактичні характеристики
Траншеї риє глибиною не більше 1,20 м, шириною 0,65 м по дну.
Швидкість риття:
- траншей: 300—400 м/год у звичайному ґрунті, 50—80 м/год у мерзлому
- котлованів: 140—160 м³/год у звичайному ґрунті, 40—50 м³/год у мерзлому

З робочого положення у транспортне і навпаки машина переводиться за 3 хв.

## Оператори
- Україна
  - Інженерні війська[1]

## Галерея

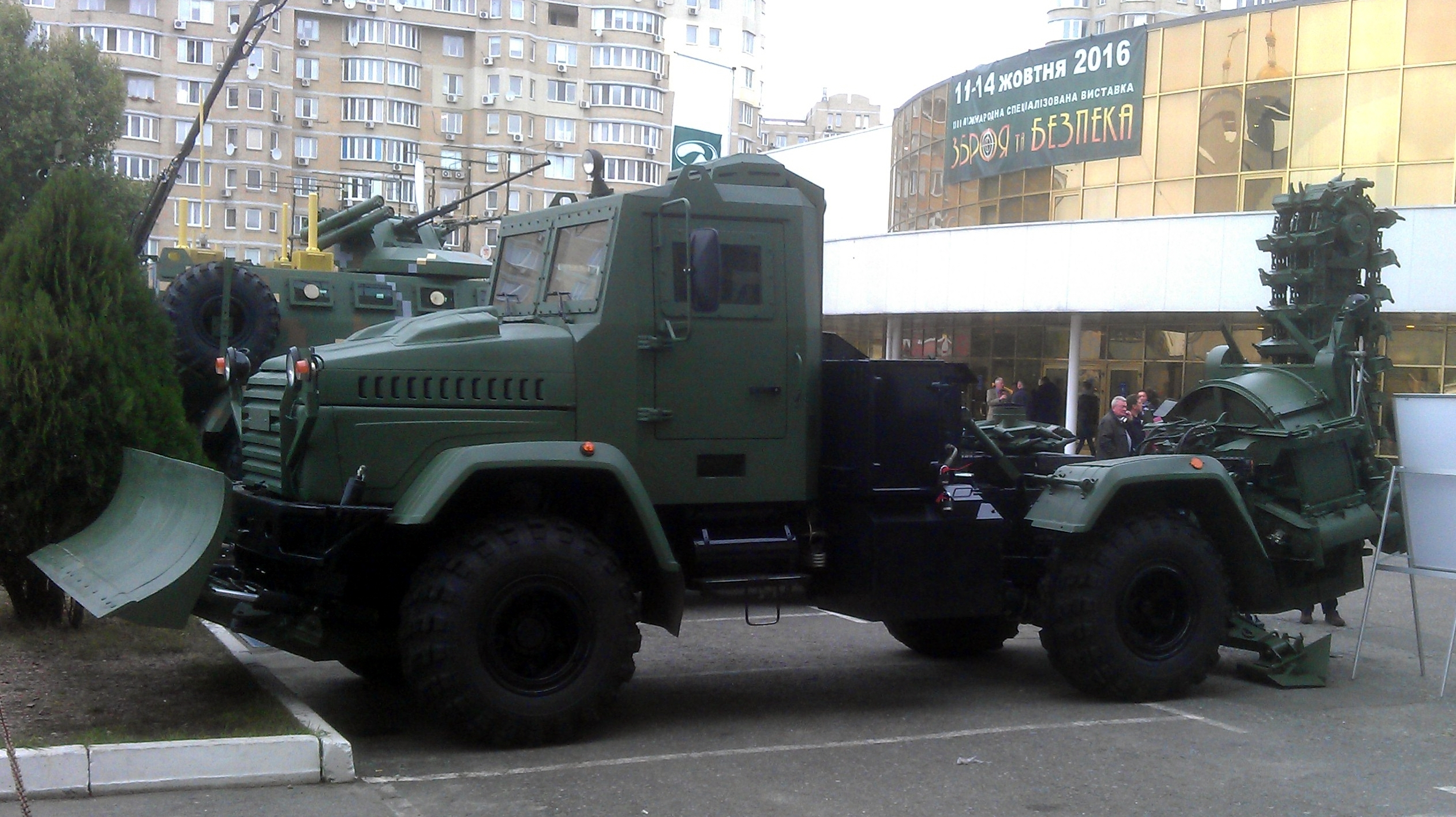
Виставка «Зброя та безпека-2016»
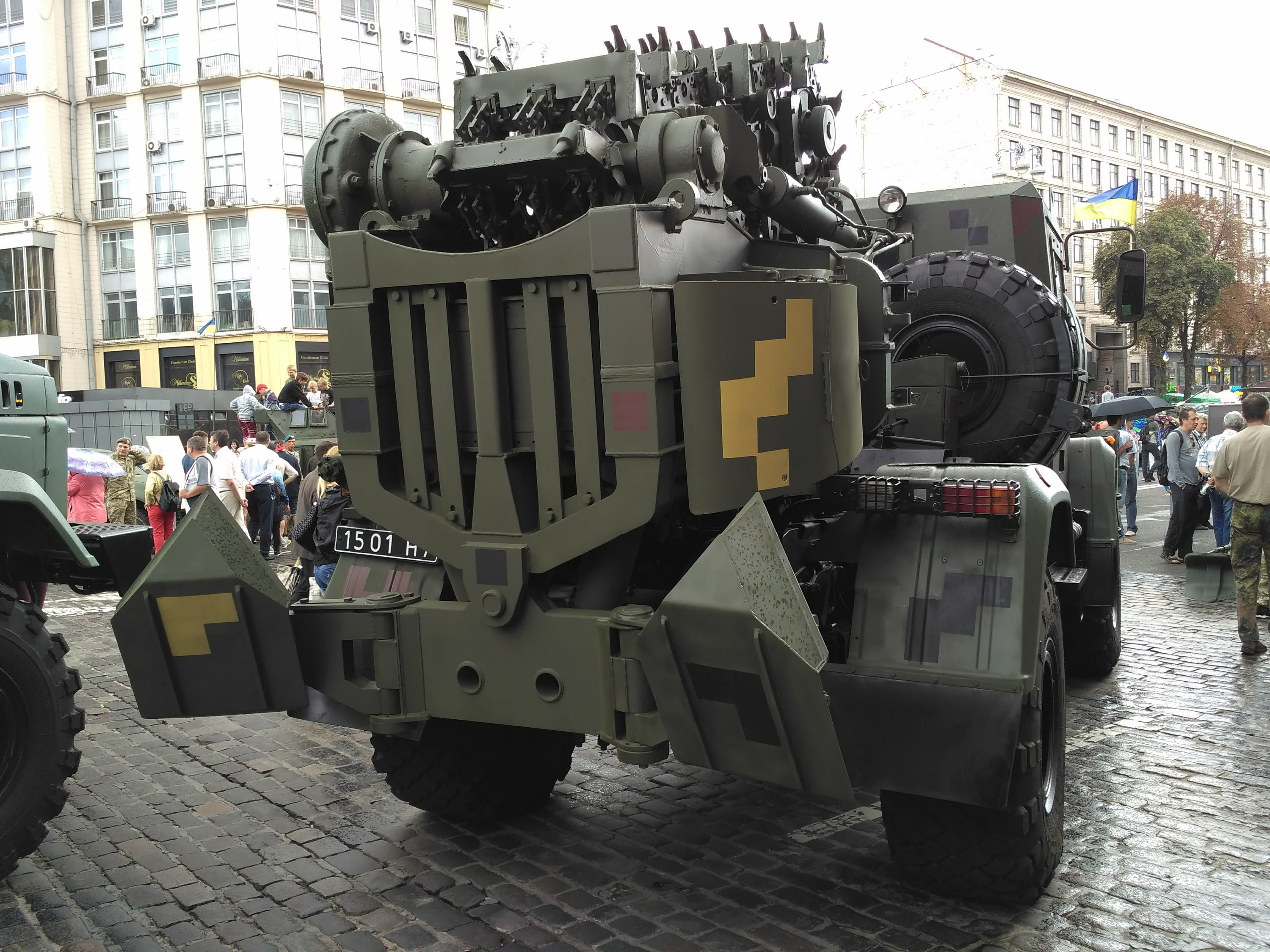
Виставка «Міць нескорених»
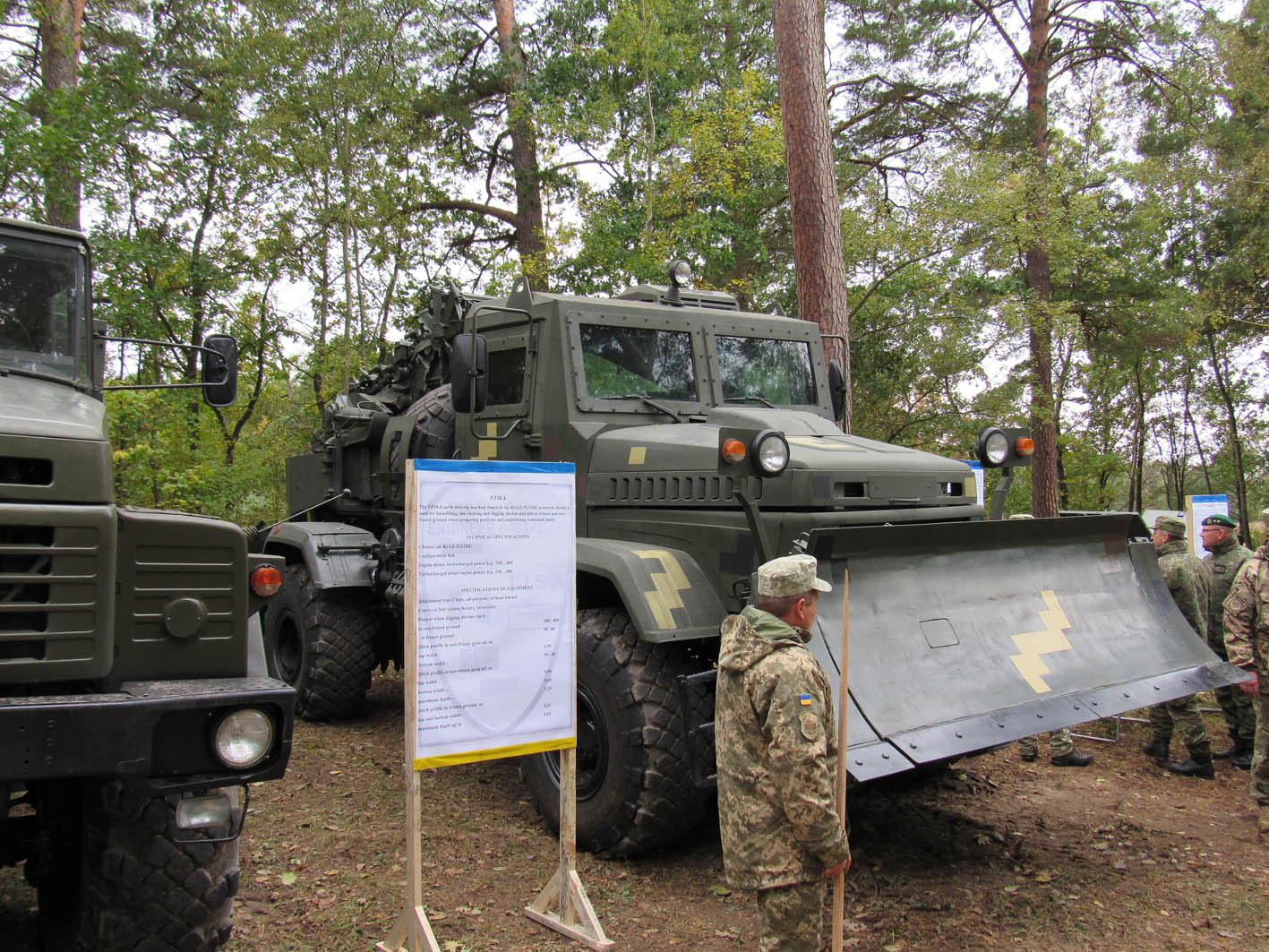
Міжнародне навчання «Світла лавина–2018»